# Megalepthyphantes auresensis
Espèce
Megalepthyphantes auresensis est une espèce d'araignées aranéomorphes de la famille des Linyphiidae.

## Distribution
Cette espèce est endémique d'Algérie.

## Étymologie
Son nom d'espèce, composé de aures et du suffixe latin -ensis, « qui vit dans, qui habite », lui a été donné en référence au lieu de sa découverte, les Aurès.

## Publication originale
- Bosmans, 2006 : Contribution to the knowledge of the Linyphiidae of the Maghreb. Part X. New data on Lepthyphantes Menge (sensu lato) species (Araneae: Linyphiidae). Belgian Journal of Zoology, vol. 136, no 2, p. 173-191.